# Катун (Врање)
Катун је насељено место града Врања у Пчињском округу. Према попису из 2022. било је 349 становника (према попису из 1991. било је 449 становника).

## Демографија
У насељу Катун живи 317 пунолетних становника, а просечна старост становништва износи 38,0 година (37,1 код мушкараца и 38,9 код жена). У насељу има 96 домаћинстава, а просечан број чланова по домаћинству је 4,50.
Ово насеље је великим делом насељено Србима (према попису из 2002. године), а у последња три пописа, примећен је пад у броју становника.
|  |

| Демографија | Демографија | Демографија |
| Година      | Становника  | Становника  |
| ----------- | ----------- | ----------- |
| 1948.       | 536         |             |
| 1953.       | 531         |             |
| 1961.       | 548         |             |
| 1971.       | 501         |             |
| 1981.       | 458         |             |
| 1991.       | 449         | 447         |
| 2002.       | 432         | 435         |

| Етнички састав према попису из 2002.‍ | Етнички састав према попису из 2002.‍ | Етнички састав према попису из 2002.‍ | Етнички састав према попису из 2002.‍ | Етнички састав према попису из 2002.‍ |
| ------------------------------------ | ------------------------------------ | ------------------------------------ | ------------------------------------ | ------------------------------------ |
|                                      |                                      |                                      |                                      |                                      |
| Срби                                 | Срби                                 |                                      | 411                                  | 95,13%                               |
| непознато                            | непознато                            |                                      | 0                                    | 0,0%                                 |

| Година пописа     | 1948. | 1953. | 1961. | 1971. | 1981. | 1991. | 2002. |
| ----------------- | ----- | ----- | ----- | ----- | ----- | ----- | ----- |
| Број домаћинстава | 81    | 84    | 89    | 97    | 97    | 98    | 96    |

| Број чланова      | 1  | 2  | 3 | 4  | 5  | 6  | 7 | 8 | 9 | 10 и више | Просек |
| ----------------- | -- | -- | - | -- | -- | -- | - | - | - | --------- | ------ |
| Број домаћинстава | 10 | 13 | 9 | 11 | 18 | 21 | 7 | 4 | 2 | 1         | 4,50   |

| Пол    | Укупно | Неожењен/Неудата | Ожењен/Удата | Удовац/Удовица | Разведен/Разведена | Непознато |
| ------ | ------ | ---------------- | ------------ | -------------- | ------------------ | --------- |
| Мушки  | 174    | 41               | 119          | 14             | 0                  | 0         |
| Женски | 164    | 17               | 120          | 26             | 1                  | 0         |
| УКУПНО | 338    | 58               | 239          | 40             | 1                  | 0         |

| Пол    | Укупно                    | Пољопривреда, лов и шумарство | Рибарство                            | Вађење руде и камена | Прерађивачка индустрија       |
| ------ | ------------------------- | ----------------------------- | ------------------------------------ | -------------------- | ----------------------------- |
| Мушки  | 117                       | 61                            | 0                                    | 0                    | 19                            |
| Женски | 66                        | 26                            | 0                                    | 0                    | 26                            |
| УКУПНО | 183                       | 87                            | 0                                    | 0                    | 45                            |
| Пол    | Производња и снабдевање   | Грађевинарство                | Трговина                             | Хотели и ресторани   | Саобраћај, складиштење и везе |
| Мушки  | 1                         | 3                             | 12                                   | 0                    | 2                             |
| Женски | 0                         | 0                             | 3                                    | 2                    | 0                             |
| УКУПНО | 1                         | 3                             | 15                                   | 2                    | 2                             |
| Пол    | Финансијско посредовање   | Некретнине                    | Државна управа и одбрана             | Образовање           | Здравствени и социјални рад   |
| Мушки  | 0                         | 0                             | 0                                    | 3                    | 1                             |
| Женски | 0                         | 0                             | 0                                    | 1                    | 1                             |
| УКУПНО | 0                         | 0                             | 0                                    | 4                    | 2                             |
| Пол    | Остале услужне активности | Приватна домаћинства          | Екстериторијалне организације и тела | Непознато            | Непознато                     |
| Мушки  | 0                         | 0                             | 0                                    | 15                   | 15                            |
| Женски | 0                         | 0                             | 0                                    | 7                    | 7                             |
| УКУПНО | 0                         | 0                             | 0                                    | 22                   | 22                            |